# Mary Esther Harding
Mary Esther Harding   (Shropshire, 1888 - Londres, 4 de maig de 1971) va ser considerada la primera analista junguiana significativa dels Estats Units.

## Biografia
Mary Esther Harding va néixer a Shropshire, Anglaterra, fou la quarta de sis filles del cirurgià dental William Harding. (Va morir un fill, als cinc anys i mig, un mes abans de néixer ella. Tan aviat després de la seva mort, Esther va mantenir durant tota la seva vida que el fet de ser nena era una amarga decepció per als seus pares.) àvida lectora va ser escolaritzada a casa fins als onze anys. Harding i les seves germanes van ser animades pels seus pares a aprendre. Tres d'ells van assistir a la universitat durant les dues primeres dècades del segle xx.
Perseguint l'objectiu de ser doctora missionera va assistir a la London School of Medicine for Women, on va acabar la carrera el 1914 en una classe de nou estudiants. El 1919 va ser la primera receptora de la William Gibson Research Scholarship for Medical Women, atorgada per la Royal Society of Medicine. En aquell moment era una interna a l'Infermeria Reial de Londres. Aquí va escriure el seu primer llibre, El fracàs circulatori de la Diftèria (The Circulatory Failure of Diphtheria). Més tard acabaria contraent la diftèria. Després de la seva recuperació, una amiga anomenada Constance Long li va proporcionar la traducció realitzada a càrrec de Beatriz Hinkle de l'obra de Carl Gustav Jung «La Psicologia de l'Inconscient», conduint-la cap a la Psicologia analítica juntament amb un petit grup d'estudiants simpatitzants de Jung.

## Psicologia analítica
El 1919, Eleanor Bertine i Kristine Mann van viatjar a Zúric després d'una Conferència Internacional de Dones Metgesses. Allà, Eleanor Bertine i Esther Harding van desenvolupar una estreta relació i el 1924 es van traslladar a Nova York. Cada any viatjaven a Zuric per passar-hi dos mesos d'anàlisi i passar els estius a Illa de Bailey, Maine, la casa d'estiu hereditària de Kristine Mann. Allà podien treballar en un entorn quiet i tranquil.

## Psicoanàlisi feminista primerenca
Publicades els anys 1933 i 1935 respectivament, El camí de totes les dones (The Way of All Women) i Els misteris de les dones (Women's mysteries) van ser obres pioneres en l'àmbit de la psicologia des d'una perspectiva feminista, que exploraven temes com el treball, el matrimoni, la maternitat, la vellesa i les relacions de les dones, des d'un punt de vista jungià. El mateix Jung va elogiar tots dos com una aplicació precisa de la teoria junguiana. En la seva introducció a El camí de totes les dones, va escriure: "Basant-se en la seva rica experiència psicoterapèutica, la doctora Harding ha esbossat una imatge de la psique femenina que, en abast i minuciositat, supera amb escreix els treballs anteriors en aquest camp".
Harding també va col·laborar en la fundació d'organitzacions junguianes, com el Club de Psicologia Analítica de Nova York (The Analytical Psychology Club) el 1936, la Societat Mèdica per a la Psicologia Analítica. Divisió Oriental. (The Medical Society for Analytical Psychology. Eastern Divisionen) el 1946 i la Fundació C. G. Jung de Psicologia Analítica (C. G. Jung Foundation for Analytical Psychology) el 1963.
Va morir mentre dormia el 4 de maig de 1971 en un hotel de l'aeroport de Londres, mentre tornava a Nova York des de Grècia a través de la casa de la seva germana a Shrewsbury. Li va sobreviure la seva germana gran, Olive Elwin, de soltera Harding, que havia estudiat matemàtiques a la Universitat de Cambridge a la dècada de 1900 i estava casada amb un net de William Stephen Jacob.

## Obra
- The Circulatory Failure of Diphtheria: A thesis for the degree of Doctor of Medicine in the University of London, University of London Press (1920), ASIN B00087EDZI
- The Way of All Women, Putnam Publishing (New York, 1970). ISBN 1-57062-627-8
- Psychic Energy, its source and goal, ASIN B00005XR4E
- Woman's Mysteries (ancient and modern: A psychological interpretation of the feminine principle as portrayed in myth, story, and dreams), Pantheon; A new and rev. ed edition (1955), ASIN B0006AU8SI
- The Parental Image: Its injury and reconstruction; a study in analytical psychology, Published by Putnam for the C. G. Jung Foundation for Analytical Psychology (1965), ASIN B0006BMVIM
- The I and the Not-I. Bollingen (January 1, 1974), ISBN 0-691-01796-4
- The Value and Meaning of Depression, Analytical Psychology Club (June, 1985), ISBN 0-318-04660-1
- A short review of Dr. Jung's article Redemption ideas in alchemy, ASIN B0008C5SP2
- The mother archetype and its functioning in life, Analytical Psychology Club of New York City (1939), ASIN B00089E47S
- Afterthoughts on The Pilgrim, Analytical Psychology Club of New York (1957), ASIN B0006RJAD0
- Inward Journey, Sigo Pr; 2nd edition (October, 1991), ISBN 0-938434-61-6
- Way of All Women: a Psychological Interpretation, Harpercollins Publisher (January 1, 1975), ISBN 0-609-03996-2
- Journey Into Self, Longmans Green & Co., 1956
- Woman's Mysteries: Ancient & Modern, Longmans Green & Co., 1935
- The Way of All Women, Longmans Green & Co., 1933
- Harding, Mary Esther, Los misterios de la mujer, Barcelona: Ediciones Obelisco, 2005. ISBN 978-84-9777-214-3